# 下珥
下珥（Infralateral arc）也稱為下側弧，是一種罕見的暈，類似彩虹的光學現象。下珥與上珥（上側弧）一起，始終位於罕見的46度暈之外。下珥與上側弧不同，始終位於幻日環下方。
下側弧的形狀隨太陽高度角而變化。在日出至觀測到的太陽高度角達到地球地平線以上約50度前，46度暈的兩側會出現兩條下側弧，其凸頂點與46度暈相切。當觀測到的太陽高度角超過68度時，兩條弧會合為一條凹弧，與46度暈垂直相切  。
當陽光穿過水平排列的棒狀六角形冰晶，並從棱柱體的一側射出時，就會形成下側弧。下側弧大約每年出現一次，通常與外接暈和上切弧同時出現。